# Cộng đồng Tình báo Hoa Kỳ
Cộng đồng tình báo Hoa Kỳ (United States Intelligence Community - IC) là một nhóm các cơ quan tình báo riêng biệt của chính phủ liên bang Hoa Kỳ và các tổ chức trực thuộc hoạt động riêng lẻ và tập thể để tiến hành các hoạt động tình báo hỗ trợ chính sách đối ngoại và lợi ích an ninh quốc gia của Hoa Kỳ. Các tổ chức thành viên của IC bao gồm các cơ quan tình báo, tình báo quân sự và các văn phòng tình báo và phân tích dân sự trong các bộ hành chính liên bang.
IC được giám sát bởi Văn phòng Giám đốc Tình báo Quốc gia (Office of the Director of National Intelligence - ODNI), do Giám đốc Tình báo Quốc gia (Director of National Intelligence - DNI) đứng đầu, người báo cáo trực tiếp với Tổng thống Hoa Kỳ. IC được thành lập theo Sắc lệnh Hành pháp 12333 ("Hoạt động Tình báo Hoa Kỳ"), được ký vào ngày 4 tháng 12 năm 1981, bởi Tổng thống Ronald Reagan. Định nghĩa theo luật định của IC, bao gồm danh sách các cơ quan của IC, đã được mã hóa thành Đạo luật Tổ chức Tình báo năm 1992.
Tờ Washington Post đưa tin vào năm 2010 rằng có 1.271 tổ chức chính phủ và 1.931 công ty tư nhân tại 10.000 địa điểm tại Hoa Kỳ đang hoạt động về chống khủng bố, an ninh nội địa và tình báo, và rằng toàn bộ cộng đồng tình báo sẽ bao gồm 854.000 người nắm giữ quyền truy cập tuyệt mật.

## Thành viên
- CIA (Central Intelligence Agency) - Cục Tình báo Trung ương: Thành lập vào năm 1947 với tiền thân là Cơ quan Tình báo Chiến lược (Office of Strategic Service - OSS). Nhiệm vụ chính của cơ quan này sau Chiến tranh Lạnh là hoạt động tình báo kinh tế tại mọi quốc gia trên thế giới. Ngân sách hàng năm của CIA là khoảng 3,1 tỉ USD.
- Bộ Quốc phòng Hoa Kỳ:
  - NSA (National Security Agency) - Cơ quan An ninh Quốc gia: Thành lập năm 1952, trụ sở hiện nay tại Fort George G. Meade (thuộc tiểu bang Maryland). Nhiệm vụ chính là phát hiện những nguy cơ phá hoại nhằm vào lợi ích của Mỹ. Ngân sách hàng năm của NSA là khoảng 3,6 tỉ USD
  - NRO (National Reconnaissance Office) - Văn  Trinh sát Quốc gia: Thành lập năm 1960, trụ sở hiện nay tại Chantilly, Virginia. Nhiệm vụ chính là cung cấp các hình ảnh chụp từ vệ tinh cho chính quyền và các cơ quan tình báo khác khi có yêu cầu
  - DIA (Defense Intelligence Agency) - Cơ quan Tình báo Quốc phòng: Thành lập năm 1961, trụ sở hiện nay tại Lầu Năm Góc. Nhiệm vụ chính là thu thập thông tin tình báo quân sự ở nước ngoài
  - Văn phòng Tình báo Hải quân (Office of Naval Intelligence - ONI)
  - Trung tâm Tình báo Hàng không và Vũ trụ Quốc gia (National Air and Space Intelligence Center - NASIC)
  - Binh chủng Tình báo Quân sự (Military Intelligence Corps)
  - Cơ quan Tình báo, Giám sát và trinh sát Thủy quân lục chiến (Marine Corps Intelligence, Surveillance, and Reconnaissance Enterprise)
  - Cơ quan Tình báo Địa không gian Quốc gia (National Geospatial-Intelligence Agency - NGA)
  - Trung tâm Tình báo Không gian Quốc gia (National Space Intelligence Center - NSIC)
- Bộ Tư pháp Hoa Kỳ:
  - Đơn vị Tình báo (Intelligence Branch) trực thuộc Cục Điều tra Liên bang (Federal Bureau of Investigation - FBI)
  - Văn phòng Tình báo An ninh Quốc gia (Office of National Security Intelligence) trực thuộc Cơ quan Phòng chống Ma túy (Drug Enforcement Administration - DEA): Thành lập từ năm 1973, có trụ sở tại Arlington, Virginia. Nhiệm vụ chính là chống lại các mạng lưới buôn bán, vận chuyển và tiêu thụ ma túy. Ngân sách hàng năm dành cho DEA vào khoảng 2 tỉ USD
- Bộ An ninh Nội địa Hoa Kỳ:
  - Văn phòng Tình báo và Phân tích (Office of Intelligence and Analysis - I&A)
  - Binh chủng Tình báo Tuần duyên (Coast Guard Intelligence - CGI)
- Bộ Ngoại giao Hoa Kỳ: 
  - INR (Bureau of Intelligence and Research) -  Tình báo và Nghiên cứu: Thành lập vào năm 1946, Nhiệm vụ chính là phân tích các báo cáo của các đại sứ Mỹ từ nước ngoài gửi về
- Bộ Ngân khố Hoa Kỳ: 
  - Văn phòng Tình báo và Phân tích (Office of Intelligence and Analysis - OIA)
- Bộ Năng lượng Hoa Kỳ: 
  - Văn phòng Tình báo và Phản gián (Office of Intelligence and Counterintelligence - OICI)